# Diemsino
Diemsino (ros. Демсино) – wieś w Rosji, w rejonie szeksnińkim obwodu wołogodzkiego. W 2010 r. liczyła 55 mieszkańców.